# Lingora vesca
Lingora vesca är en nattsländeart som beskrevs av Arturs Neboiss 1977. Lingora vesca ingår i släktet Lingora och familjen Conoesucidae. Inga underarter finns listade i Catalogue of Life.